# كورنيش جدة
كورنيش جدة؛ يقع على الجزء الغربي من مدينة جدة المطل على ساحل البحر الأحمر ويبلغ طوله 110 كيلو متر، ويتميز بكثرة الفنادق العالمية والمراكز التجارية والملاهي والمنتزهات وتزينه نافورة جدة، وهو عبارة عن حيد من الشعب المرجانية الجميلة التي لا تجدها إلا في هذا الكورنيش.
كما أن في هذا الكورنيش تحديدا في الشمال منه تقع حلبة كورنيش جدة ونادي جدة لليخوت، يوجد الكثير من المشاريع وخصوصاً المشاريع المتعلقة بالأبراج وناطحات السحاب والفنادق وأهم هذه المشاريع مشروع مدينة المملكة وأبراج لمار.